# El Sombrero (Chubut)
Pour les articles homonymes, voir El Sombrero.
El Sombrero est une localité rurale argentine située dans le département de Paso de Indios, dans la province de Chubut. La localité est située à la jonction des routes provinciales 53 et 27, aux coordonnées 44° 10′ 00″ S, 68° 16′ 00″ O,.

## Toponymie
Le nom de la localité vient d'un plateau voisin ayant une forme particulière d'un sombrero. La localité se trouve presque à l'avant de l'élévation.